# Demetris Nichols
Demetris Tiaunt Nichols (Boston, Massachusetts, 4 de septiembre de 1984) es un exjugador de baloncesto estadounidense que disputó dos temporadas en la NBA, desarrollando el resto de su carrera en el baloncesto internacional. Mide 2,03 metros, y jugaba en la posición de alero y ala-pívot.

## Trayectoria deportiva

### Universidad
Jugó durante 4 temporadas con los Orangemen de la Universidad de Syracuse, promediando en su última temporada 18,9 puntos y 5,4 rebotes, con un 41% de acierto en triples, lo que le valió ser elegido en el mejor quinteto de la Big East Conference, siendo el único jugador de su equipo titular en todos los partidos disputados.
En marzo de 2007 fue elegido para participar en el concurso de triples universitario, acabando segundo tras Aaron Brooks.

### Profesional
Fue elegido en el puesto 53 de la Draft de la NBA de 2007 por Portland Trail Blazers, que inmediatamente lo traspasaron a New York Knicks a cambio de una segunda ronda de un futuro draft. Al tener el equipo de Nueva York 17 fichas y solamente 15 puestos que cubrir, tuvieron intenciones de enviarlo a jugar un año a Europa. Cuando Nichols se enteró, despidió a su agente y se desvinculó de los Knicks. Poco antes de comenzar la liga fichó por Cleveland Cavaliers, quienes tenían intención de enviarlo a la NBA Development League. En diciembre fichó por Chicago Bulls. Tras ser cortado por los Bulls en noviembre de 2008 y pasar por Iowa Energy de la NBA D-League, firmó un contrato de 10 días con New York Knicks el 6 de marzo de 2009. El 3 de diciembre de 2009 firma por el BCM Gravelines.

## Estadísticas de su carrera en la NBA

### Temporada regular
| Año     | Equipo    | PJ | PT | MPP | %TC  | %3P  | %TL  | RPP | APP | ROB | TPP | PPP |
| ------- | --------- | -- | -- | --- | ---- | ---- | ---- | --- | --- | --- | --- | --- |
| 2007–08 | Cleveland | 3  | 0  | 4.7 | .125 | .000 | .000 | .3  | .0  | .0  | .0  | .7  |
| 2007–08 | Chicago   | 11 | 0  | 2.7 | .333 | .300 | .000 | .4  | .1  | .0  | .3  | 1.2 |
| 2008-09 | Chicago   | 2  | 0  | 2.5 | .250 | .000 | .000 | .0  | .5  | .0  | .0  | 1.0 |
| 2008-09 | New York  | 2  | 0  | 4.5 | .400 | .000 | .500 | 1.0 | .5  | .0  | .5  | 2.5 |
| Total   |           | 18 | 0  | 3.2 | .281 | .200 | .500 | .4  | .1  | .0  | .2  | 1.2 |